# Trafalgar (Indiana)
Trafalgar è un comune degli Stati Uniti d'America, situato nello Stato dell'Indiana, nella contea di Johnson.